# Stemma di Viareggio
Lo stemma della Città di Viareggio è costituito da uno scudo tripartito con i colori della bandiera nazionale, verde, bianco e rosso, sul quale campeggia un'ancora d'oro con la gomena attorcigliata.
Trattandosi dello stemma di una città, secondo le regole dell'araldica civica italiana, è sormontato da una corona muraria del suo rango e sotto lo scudo presenta due rami decussati, uno d'alloro e l'altro di quercia, trattenuti insieme da un nastro tricolore.
Creato nel 1848, fu il primo stemma civico a includere il Tricolore.

## Storia

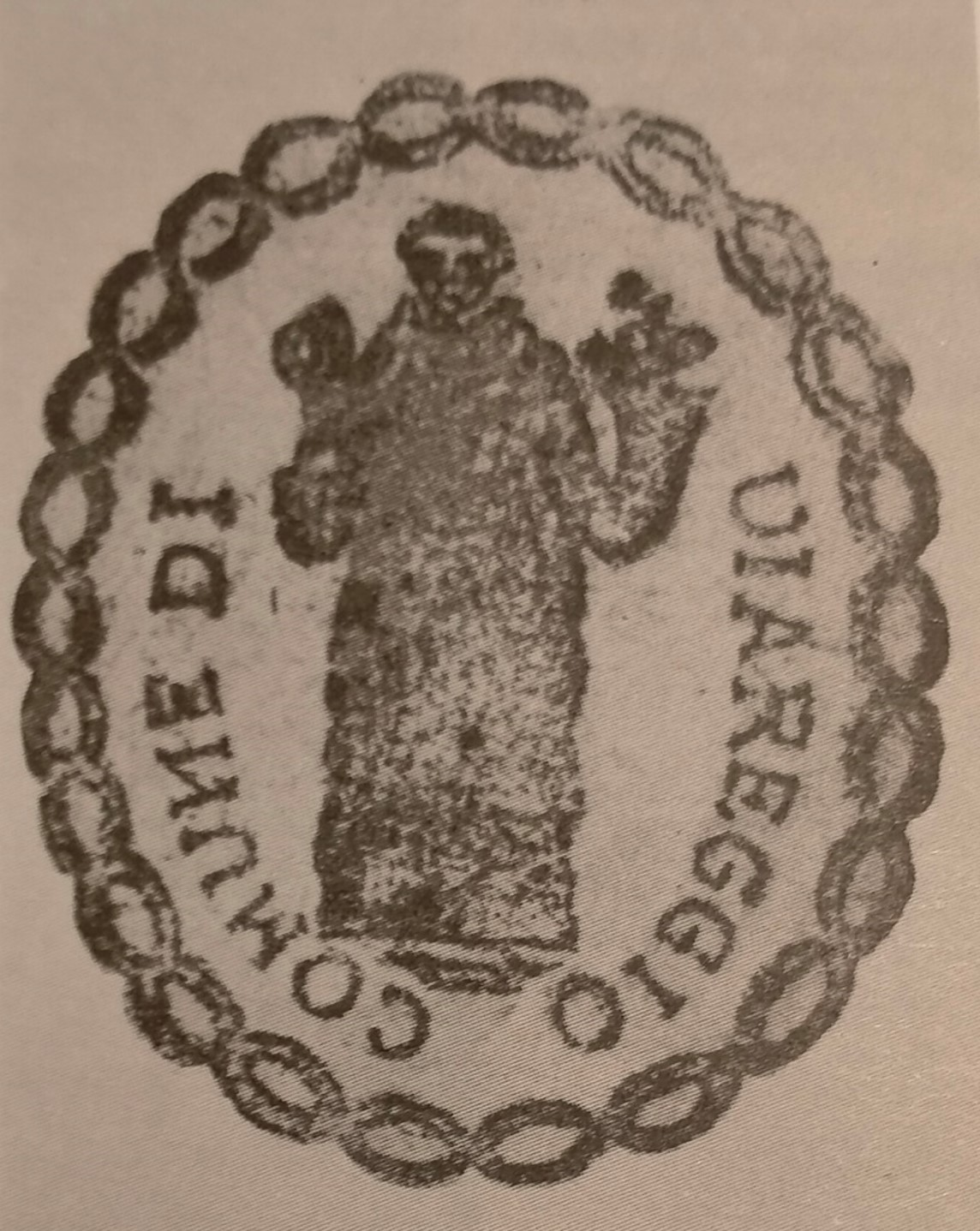
Stemma comunale di Viareggio dal 1º giugno 1752 al 17 aprile 1848

Il 17 aprile 1848 Leopoldo II di Toscana decretò che le truppe del Granducato di Toscana che combattevano contro l'Impero austro-ungarico militassero sotto il Tricolore. Nella stessa data, il comune di Viareggio abolì il precedente stemma del 1752, raffigurante sant'Antonio di Padova e adottò il nuovo stemma cittadino. 

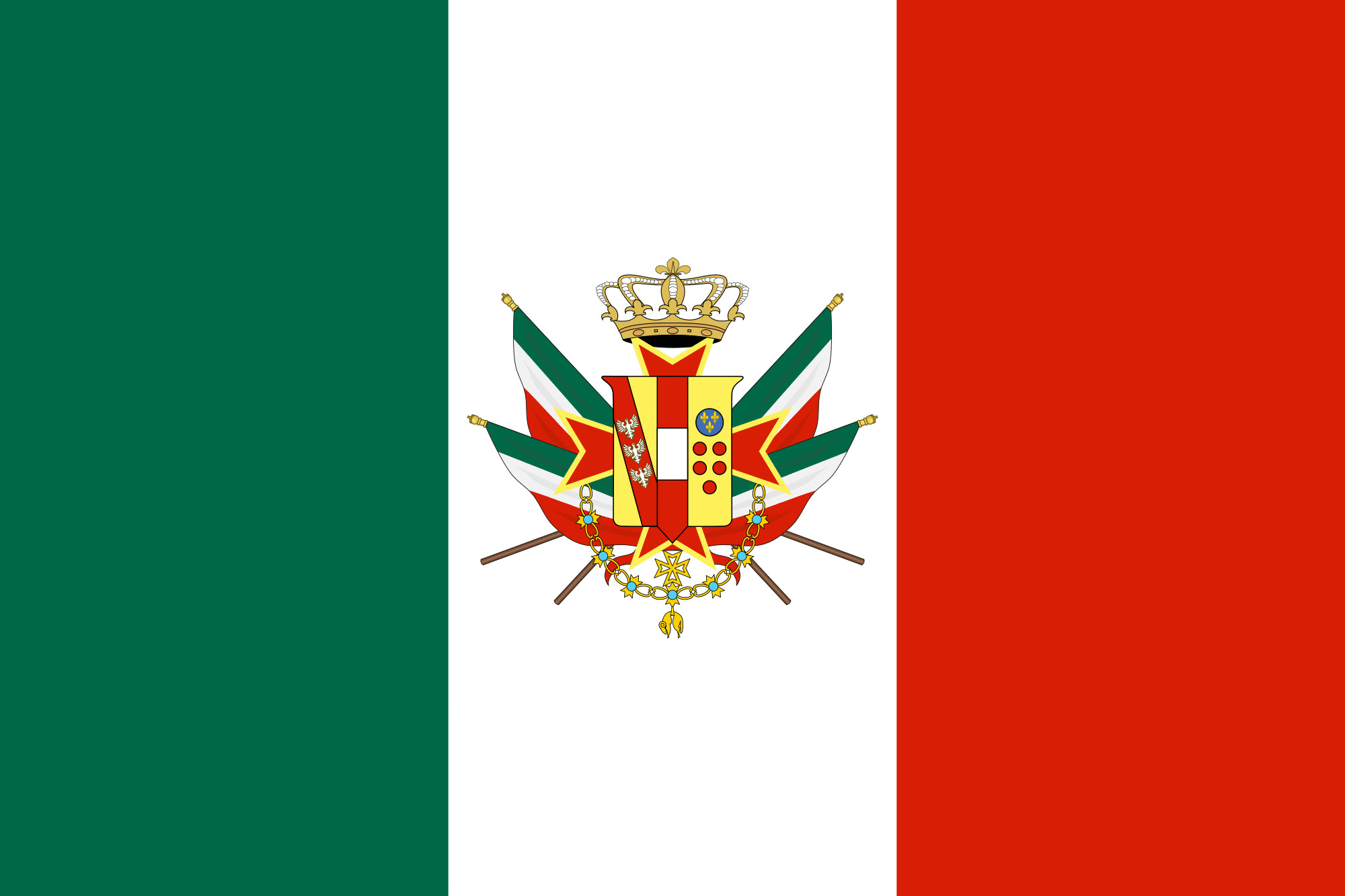
La bandiera adottata dal Granducato di Toscana dal 1848 al 1849

Con la sconfitta italiana il Granduca attuò una brusca inversione della sua politica e Il 27 maggio 1849 il Tricolore fu abrogato nel Granducato di Toscana.
Viareggio chiese e ottenne di poter mantenere invariato il proprio stemma, giustificando il fatto che i colori dello scudo non rappresentassero quelli italiani, ma quelli della comunità locale. Infatti, nella lettera inviata dal gonfaloniere di Viareggio al prefetto di Lucca, si legge: "Ora questi colori sembrano in opposizione al Decreto del 27 caduto, ma è anche vero che potrebbero non esserlo considerandoli come colori non della Nazione, ma semplicemente della Comunità".
Lo stemma venne riconosciuto con DM del 07/04/1922 e quandi iscritto nel Libro araldico degli Enti morali.

## Altri vessilli

Gonfalone della Città di Viareggio

Con regio decreto del 4 febbraio 1942 la città ottenne di poter usare il gonfalone così descritto: "Drappo in bianco ornato ai lati di due rami di pino fogliati e fruttati e caricato dallo stemma civico con l'iscrizione centrale in oro Città di Viareggio. Le parti di metallo ed i cordoni saranno dorati. L’asta verticale sarà ricoperta di velluto rosso con bullette dorate poste a spirale. Nella freccia sarà rappresentato lo stemma della città e sul gambo inciso il nome. Cravatta e nastrini tricolorati dai colori nazionali e frangiati d'oro".